# اتصال و انحنای بری
در فیزیک و ریاضی، اتصال و انحنای بری (انگلیسی: Berry connection and curvature) دو مفهوم مرتبط هستند که می‌توانند به ترتیب به عنوان یک پتانسیل پیمانه‌ای محلی و میدان پیمانه‌ای محلی مرتبط با فاز بری تعبیر شوند.